# Skrzeszewo Żukowskie (gromada)
Skrzeszewo Żukowskie (od 1 I 1958 Przyjaźń)  – dawna gromada, czyli najmniejsza jednostka podziału terytorialnego Polskiej Rzeczypospolitej Ludowej w latach 1954–1972.
Gromady, z gromadzkimi radami narodowymi (GRN) jako organami władzy najniższego stopnia na wsi, funkcjonowały od reformy reorganizującej administrację wiejską przeprowadzonej jesienią 1954 do momentu ich zniesienia z dniem 1 stycznia 1973, tym samym wypierając organizację gminną w latach 1954–1972.
Gromadę Skrzeszewo Żukowskie z siedzibą GRN w Skrzeszewie Żukowskim (w obecnym brzmieniu Skrzeszewo) utworzono – jako jedną z 8759 gromad na obszarze Polski – w powiecie kartuskim w woj. gdańskim na mocy uchwały nr 17/III/54 WRN w Gdańsku z dnia 5 października 1954. W skład jednostki weszły obszary dotychczasowych gromad Przyjaźń, Skrzeszewo Żukowskie, Łapino Kartuskie i Niestępowo ze zniesionej gminy Żukowo w tymże powiecie. Dla gromady ustalono 22 członków gromadzkiej rady narodowej.
1 stycznia 1958 gromadę Skrzeszewo Żukowskie zniesiono przez przeniesienie siedziby GRN ze Skrzeszewa Żukowskiego do Przyjaźni i zmianę nazwy jednostki na gromada Przyjaźń.